# Tập đoàn kinh tế nhà nước (Việt Nam)
Theo Luật Doanh nghiệp Việt Nam năm 2005 thì tập đoàn kinh tế được xếp là một thành phần trong nhóm công ty, cụ thể như sau:
"Nhóm công ty là tập hợp các công ty có mối quan hệ gắn bó lâu dài với nhau về lợi ích kinh tế, công nghệ thị trường và các dịch vụ kinh doanh khác. Thành phần của nhóm công ty gồm có:
- Công ty mẹ, công ty con.
- Tập đoàn kinh tế
- Các hình thức khác."

Theo Viện nghiên cứu Quản lý Kinh tế Trung ương CIEM thì:
"Khái niệm tập đoàn kinh tế được hiểu là một tổ hợp lớn các doanh nghiệp có tư cách pháp nhân hoạt động trong một hay nhiều ngành khác nhau, có quan hệ về vốn, tài chính, công nghệ, thông tin, đào tạo, nghiên cứu và các liên kết khác xuất phát từ lợi ích của các bên tham gia. Trong mô hình này, "công ty mẹ" nắm quyền lãnh đạo, chi phối hoạt động của "công ty con" về tài chính và chiến lược phát triển."
Còn theo ông Hồ Xuân Tùng, Phó trưởng ban Ban Chỉ đạo Đổi mới và Phát triển Doanh nghiệp phát biểu trên báo Nhân dân thì:
"Mô hình tập đoàn là một hình thái tổ chức giữa các doanh nghiệp. Còn nhiều quan niệm khác nhau về tập đoàn, song cũng có một điểm chung nhất là: Tập đoàn doanh nghiệp là tổ chức kinh tế có kết cấu tổ chức nhiều cấp, liên kết nhau bằng quan hệ tài sản và quan hệ hợp tác nhằm đáp ứng đòi hỏi của nền sản xuất hàng hóa; các doanh nghiệp trong tập đoàn đều có pháp nhân độc lập."
Theo TS.Trần Tiến Cường, Trưởng ban nghiên cứu cải cách và phát triển doanh nghiệp (Viện Nghiên cứu và quản lý kinh tế TƯ) trong dự thảo Nghị định về hình thành, tổ chức, hoạt động và giám sát đối với TĐ kinh tế nhà nước thì tập đoàn kinh tế Tập đoàn kinh tế nhà nước là nhóm các công ty, liên kết chủ yếu dưới hình thức công ty mẹ - công ty con, có từ hai cấp DN trở lên, tạo thành tổ hợp kinh doanh gắn bó với nhau...

## Tiền thân
Tháng 3/1994, Thủ tướng Chính phủ có quyết định 91/TTg ngày 07/3/1994 thí điểm thành lập tập đoàn kinh doanh. Tuy nhiên, các tổ chức kinh doanh được hình thành theo quyết định này thời gian đầu được gọi là tổng công ty 91. Tháng 3/2005, Thủ tướng Việt Nam quyết định thí điểm hình thành Tập đoàn Bưu chính Viễn thông Việt Nam. Từ đó, các tổng công ty 91 đều được chuyển thành các tập đoàn kinh tế thí điểm. Song, phải đến tháng 11/2009, Thủ tướng Việt Nam mới có quyết định thí điểm thành lập tập đoàn kinh tế nhà nước. Mục tiêu thí điểm là: 
- Tập trung đầu tư và huy động các nguồn lực hình thành nhóm công ty có quy mô lớn trong các ngành, lĩnh vực then chốt, cần phát triển, nâng cao khả năng cạnh tranh và hội nhập kinh tế quốc tế.
- Giữ vai trò bảo đảm các cân đối lớn trong nền kinh tế quốc dân; ứng dụng công nghệ cao; tạo động lực phát triển cho các ngành, lĩnh vực khác và toàn bộ nền kinh tế.
- Thúc đẩy liên kết trong chuỗi giá trị gia tăng, phát triển các thành phần kinh tế khác.
- Tăng cường quản lý, giám sát có hiệu quả đối với vốn, tài sản nhà nước đầu tư tại các doanh nghiệp trong tập đoàn.
- Tạo cơ sở để tiếp tục hoàn thiện cơ chế chính sách và pháp luật về tập đoàn kinh tế.

Đến thời điểm hiện nay, Việt Nam có 10 tập đoàn kinh tế nhà nước (Sông Đà, HUD và Vinashin trở lại thành tổng công ty) gồm:
- Tập đoàn Viễn thông Quân đội (Viettel), thành lập tháng 12/2009;
- Tập đoàn Bưu chính Viễn thông Việt Nam (VNPT), thành lập tháng 4/2005;
- Tập đoàn Công nghiệp Than - Khoáng sản Việt Nam (Vinacomin), thành lập tháng 9/2005 với tổ chức ban đầu là Tập đoàn Than Việt Nam, sau đó thành Vinacomin tháng 01/2006;
- Tập đoàn Tài chính-Bảo hiểm Bảo Việt (Bảo Việt), thành lập tháng 12/2005;
- Tập đoàn Dệt May Việt Nam (Vinatex), thành lập tháng 12/2005;
- Tập đoàn Công nghiệp Cao su Việt Nam (VRG), thành lập tháng 01/2006;
- Tập đoàn Điện lực Việt Nam (EVN), thành lập tháng 7/2006.
- Tập đoàn Dầu khí Quốc gia Việt Nam (PVN), thành lập tháng 9/2006;
- Tập đoàn Công nghiệp Hóa chất Việt Nam (Vinachem);
- Tập đoàn Xăng dầu Việt Nam (Petrolimex), thành lập tháng 5/2011.

Đến tháng 10 năm 2012, Chính phủ tổng kết thí điểm thành lập các tập đoàn kinh tế. Do Sông Đà và HUD không đạt được một số mục tiêu đề ra khi thành lập. Nên Thủ tướng có Quyết định số 1428/QĐ-TTg ban hành ngày 02 tháng 10 năm 2012: Kết thúc thí điểm hình thành Tập đoàn Công nghiệp Xây dựng Việt Nam và Tập đoàn Phát triển nhà và đô thị Việt Nam. Tổ chức lại hai tập đoàn này và đưa chúng quay trở lại thành các tổng công ty. Trong khi đó, Vinashin cũng bị yêu cầu tái cơ cấu.

## Sự cần thiết và nhu cầu tất yếu
Do mở cửa hội nhập nên cần phải tổ chức sắp xếp các doanh nghiệp nhỏ, manh muốn thành những doanh nghiệp lớn để đủ khả năng đối tác cũng như cạnh tranh với doanh nghiệp nước ngoài, tăng cường vị trí của doanh nghiệp nhà nước trong việc bảo đảm vai trò chủ đạo, dẫn dắt các doanh nghiệp thuộc các thành phần kinh tế khác hoạt động theo định hướng xã hội chủ nghĩa, và các tập đoàn hoạt động có hiệu quả sẽ làm nòng cốt trong nền kinh tế xã hội chủ nghĩa. Do nền kinh tế hội nhập sẽ phải chấp nhận cạnh tranh, cạnh tranh tất yếu dẫn đến tích tụ và tập trung vốn vì vậy tất yếu sẽ hình thành doanh nghiệp lớn,, tức các tập đoàn kinh tế.
Song khác với các tập đoàn kinh tế thế giới, hầu hết đều đi từ các công ty nhỏ, hoạt động rất hiệu quả, tích tụ vốn và phát triển quy mô dần trở thành các tập đoàn khổng lồ, các tập đoàn kinh tế Việt Nam được thành lập dựa trên các tổng công ty có quy mô chưa lớn, yếu kém trong quản lý, quen dựa vào bao cấp đã vừa độc quyền lại thích có thêm quyền, phần lớn vị trí chủ chốt được bổ nhiệm vì lý do chính trị chứ không dựa trên năng lực quản trị kinh doanh nên sự tác hại của tập đoàn kinh tế khi làm ăn thiếu hiệu quả có thể gây tác hại lớn cho nền kinh tế, cần thận trọng trong việc thành lập.

## Hiệu quả hoạt động

### Sử dụng vốn
Tám tập đoàn kinh tế cùng với 96 tổng công ty, công ty lớn của Nhà nước sở hữu gần 400.000 tỷ đồng, chiếm hầu hết vốn của Nhà nước có tại các doanh nghiệp nhà nước. Các tập đoàn và tổng công ty đang nắm giữ 75% tài sản cố định của quốc gia, khoảng 60% tổng tín dụng ngân hàng trong nước và tổng vốn vay nước ngoài nhưng chỉ tạo ra khoảng 40% tổng sản phẩm trong nước, tỷ suất lợi nhuận trên vốn chủ sở hữu của các đơn vị này là 17%, 28,8% thu ngân sách. Tính đến cuối năm 2007, tổng số vốn chủ sở hữu của các tập đoàn và tổng công ty đã tăng 18%, tổng tài sản tăng 26%.

### Đầu tư trái nghề chính
Tại một hội nghị hồi tháng 4-2008 ở Hà Nội, Bộ Tài chính cho biết tính đến cuối năm 2007, tổng giá trị đầu tư ra ngoài các lĩnh vực kinh doanh chính của 70 tập đoàn, tổng công ty nhà nước là gần 117.000 tỷ đồng, trong đó đầu tư vào lĩnh vực tài chính, ngân hàng và bất động sản là hơn 23.400 tỷ đồng..

### Tình hình nợ
Có nhiều số liệu khác nhau và nhiều cách nhìn nhận khác nhau về tỷ lệ nợ vay trên vốn chủ sở hữu của các doanh nghiệp nhà nước mà các tập đoàn kinh tế nhà nước và các Tổng công ty nhà nước là các chủ thể chiếm tỷ trọng tuyệt đối về vốn.
Tỷ lệ nợ phải trả 8 tập đoàn kinh tế cùng với 96 tổng công ty, công ty lớn của Nhà nước lên đến 1,36 lần, tính đến cuối năm 2007 và nợ của các tập đoàn kinh tế vẫn trong vòng kiểm soát
Tỷ lệ nợ vay trên vốn chủ sở hữu của các doanh nghiệp nhà nước rất cao, cá biệt lên đến 42 lần trên vốn của chủ sở hữu. So với mức tỷ lệ nợ vay trên vốn chủ sở hữu của các tập đoàn kinh tế quốc tế là chỉ từ 1 đến 3 lần thì tỷ lệ nợ vay/vốn chủ sở hữu của các tập đoàn kinh tế Việt Nam nếu được công bố sẽ khiến "thế giới phải giật mình", có đại biểu quốc hội đặt nghi vấn cho rằng nguyên nhân của việc thiếu rõ ràng trong bảo lãnh tín dụng, độc quyền, khó kiểm soát nợ của doanh nghiệp nhà nước, các tập đoàn kinh tế, Tổng công ty nhà nước có gốc gác từ lợi ích cục bộ, lợi ích nhóm.
Hoạt động yếu kém, sử dụng quá nhiều nguồn lực, được quá nhiều ưu ái, ưu đãi kể cả lúc kinh tế đất nước gặp nhiều khó khăn, cạnh tranh không bình đẳng, không làm tròn vai trò nòng cốt của nền kinh tế thậm chí đã trở thành là gánh nặng của nền kinh tế, lũng đoạn thông qua quan hệ, coi trọng lợi ích nhóm, các tập đoàn kinh tế được xem là một trong những nguyên nhân gây ra lạm phát cao vào năm 2008.
Có ý kiến so sánh về các tổng công ty nhà nước như sau:
| “ | Tập đoàn kinh tế, tổng công ty nhà nước như những chàng công tử, được cha mẹ (nhà nước) nuôi dưỡng chu đáo nên béo tốt. Nói chung là nhất về vị thế và ưu đãi, nhưng hiệu quả hoạt động lại yếu kém | ” |